# CommuniGate Pro
CommuniGate Pro — серверная платформа для организации электронной почты, передачи голосовых данных посредством технологии VoIP, мгновенного обмена сообщениями и автоматизации совместной работы. Программное обеспечение CommuniGate Pro поддерживает различные операционные системы и работает как в сетях IPv4, так и IPv6.
Система разрабатывалась и сопровождалась компанией CommuniGate Systems, основанной в 1991 году под наименованием «Stalker Software» россиянином Владимиром Бутенко (1962—2018), офисы располагались в Москве (Россия) и Берлине (Германия). После смерти Бутенко развернулись споры за права на программный продукт, переросшие в уголовное дело. В феврале 2024 года российские суды окончательно признали правообладателем дочь создателя — Анну Бутенко, которая передала исключительные права на продукт российской компании СБК («Система безопасных коммуникаций»). Состав акционеров СБК не раскрывается, сообщалось о вхождении в их число совладельца «Аквариуса» Александра Калинина.
Платформа не использует реляционные системы управления базами данных; программная реализация монолитная, сервер выполнен как единое многопоточное приложение, подключаемые сценарные модули не используются. Реализована интеграция с Active Directory, встроен собственный прокси-сервер. Кластерные конфигурации могут работать в режиме «активный — активный». Сторонние программы могут взаимодействовать с платформой через API.
Поддерживает протоколы XIMSS, SMTP, SIP, WebRTC, XMPP, SMPP, IMAP, POP3 и RPOP, FTP, WebDAV, LDAP, SNMP.
С платформой поставляется собственный клиент Pronto!, реализованный в альтернативах на Flash и HTML5 и работающий в том числе на мобильных устройствах. Большинство клиентов систем групповой работы и почтовых программ могут работать с платформой по поддерживаемым сервером протоколам.
В 2014 году сообщалось о начале внедрения платформы для 250 тыс. рабочих мест в Российских железных дорогах.